# Onomatopeja
Onomatopeja (gr. ὀνοματοποιία onomatopoiía – „tworzenie nazw”), wyraz dźwiękonaśladowczy – figura retoryczna, używana w poezji jako środek stylistyczny polegający na takim dobieraniu wyrazów (istniejących w mowie lub neologizmów albo glosolalii), aby naśladowały one swym brzmieniem opisywane zjawisko lub dźwięki wydawane przez opisywany przedmiot. 
Dobrym przykładem jest Lokomotywa Juliana Tuwima:
(…)
Buch – jak gorąco! Uch – jak gorąco!
(…)
Onomatopei nie zabrakło w Panu Tadeuszu Adama Mickiewicza:
Już trzykroć wrzasnął derkacz, pierwszy skrzypak łąki,
Już mu z dala wtórują z bagien basem bąki,
Już bekasy do góry porwawszy się wiją
I bekając raz po raz jak w bębenki biją.
Onomatopeja to wyraz naśladujący dźwięki i odgłosy naturalne, w tym dźwięki wydawane przez zwierzęta. W języku polskim (i nie tylko) onomatopeja jest rdzeniem wielu wyrazów, również czasowników i rzeczowników (np. buczeć, buczenie, szumieć, szum).

## Przykład
Szczekania psa w różnych językach:
- afrykanerski → blaf-blaf; woef-woef; keff-keff (małe psy)
- albański → ham-ham
- angielski → woof-woof; ruff-ruff; arf-arf; bow-wow; yap-yap (małe psy); yip-yip (bardzo małe psy)
- arabski → hau-hau; how-how
- ormiański → haf-haf
- balijski → kong-kong
- baskijski → au-au (wszystkie psy); txau-txau (małe psy); zaunk-zaunk (duże psy); jau-jau (stare psy)
- bengalski → gheu-gheu; bhao-bhao
- birmański → woke-woke
- bułgarski → бау-бау; джаф-джаф
- chiński-kantoński → wo-wo; wow-wow; wong-wong
- chiński-mandaryński → wang-wang
- chorwacki → vau-vau
- czeski → haff-haff
- duński → vov-vov; vuf-vuf
- holenderski → blaf-blaf; woef-woef; waf-waf (małe psy); kef-kef (bardzo małe psy)
- esperanto → boj-boj
- estoński → auh-auh; auch-auch
- fiński → hau-hau; vuh-vuh; rauf-rauf
- francuski → wouaff-wouaff; ouah-ouah; whou-whou; vaf-vaf; jappe-jappe (małe psy)
- grecki → ghav-ghav
- hebrajski → hav-hav; haw-haw-how-how
- hindi → bow-bow
- hiszpański → guau-guau; gua-gua; jau-jau
- indonezyjski → guk-guk; gonggong
- irlandzki → amh-amh
- islandzki → voff-voff
- japoński → wan-wan
- kataloński → bau-bau; bub-bub
- koreański → mung-mung; wang-wang
- kurdyjski → hau-hau
- akc.libański → haw-haw
- litewski → au-au
- łotewski → vau-vau
- macedoński → av-av
- malajski → gonggong; kung-kung
- marathi → bhu-bhu; bho-bho
- niemiecki → wuff-wuff; vow-vow
- norweski → voff-voff; boff-boff; vov-vov
- perski → vogh-vogh; cut-cut; bad-bad
- polski → hau-hau
- portugalski → au-au
- rumuński → ham-ham; hau-hau
- rosyjski → гав-гав; тяв-тяв (małe psy)
- serbski → av-av
- słowacki → haf-haf; hau-hau
- słoweński → hov-hov
- syngaleski → buh-buh
- szwedzki → voff-voff; vov-vov
- tagalski → ow-ow; baw-baw
- tamilski → wal-wal, bow-bow, lol-lol
- tajski → hong-hong
- turecki → hev-hev; hav-hav
- ukraiński → гав-гав; дзяв, дзяв
- walijski → wff-wff
- węgierski → vow-vow
- wietnamski → gau-gau; wau-wau; ang-ang
- włoski → bau-bau; arf-arf[5]

## Onomatopeje a przekład
Przedmiotem badań naukowych jest też problem tłumaczenia na język niemiecki onomatopei występujących w polskiej poezji. Kilka przykładów na ekwiwalenty niemieckie (tłumacz: Karl Dedecius):
- I limb szumy powiewne, i w smrekowym szept borze (Kazimierz Przerwa-Tetmajer) – niem. wehendes Zirbelgeräusch, Flüstern in Föhrenhainen[6]
- Zaszumiał i odszumiał (Konstanty Ildefons Gałczyński) – niem. rauschte und verrauschte[7]
- Ze skrzydeł trzepotu (Anna Kamieńska) – niem. Geflatter der Flügel[8]
- Gwiżdże pierwsza gwiazda (Adam Zagajewski) – niem. pfeift der erste Stern[9]